# Argyractis nyasalis
Argyractis nyasalis là một loài bướm đêm trong họ Crambidae.